# 温尼珀索基湖
温尼珀索基湖（英語：Lake Winnipesaukee）也称温尼佩绍基湖，位于美国新罕布什尔州中东部，是该州最大的湖泊。湖泊长约32公里，宽约19公里，形状不规则，湖中有约275座岛屿，以长岛（Long Island）最大。湖区为著名的夏季度假胜地。湖名源自印第安人的称呼，意为「‘灵’的微笑」或“高地上的美丽湖泊”。